# Tafuna
Tafuna es un pueblo situado en la costa oriental de la isla de Tutuila (Samoa Americana), a una milla al sur de Nu'uuli. En su término municipal se encuentra el Aeropuerto Internacional de Pago Pago (o Aeropuerto de Tafuna). El distrito de Ottoville es parte de Tafuna. Cerca de la iglesia católica de Ottoville hay un yacimiento arqueológico, que contiene un antiguo montículo polinesio bien conservado, así como una reserva de selva tropical. Tafuna se encuentra en la Llanura de Tafuna, que es la mayor llanura de la isla de Tutuila.
Tafuna es la localidad más poblada de Samoa Americana, con una población de 7 945 habitantes según el Censo de Estados Unidos del año 2010, y es el centro de la vida nocturna de la isla. La Catedral de la Sagrada Familia (1986) ubicada en el municipio, es la sede episcopal de la Diócesis de Samoa-Pago Pago.
En Tafuna hay varios parques operados por el organismo Parques y Recreación de la Samoa Estadounidense, como por ejemplo Lions Park, Tia Seu Lupe y Tony Sola'ita Baseball Field. El campo de béisbol de Solaita lleva el nombre de Tony Solaita, el primer samoano estadounidense en jugar en las Major League Baseball.: 339  Fue asesinado en Tafuna en 1990.
Tafuna consta de varias subdivisiones: Fagaima, Kokoland, Ottoville, Happy Valley y Petesa. La zona alrededor del aeropuerto de Tafuna se conoce como Tafunafou, que significa "Nueva Tafuna".

## Geografía

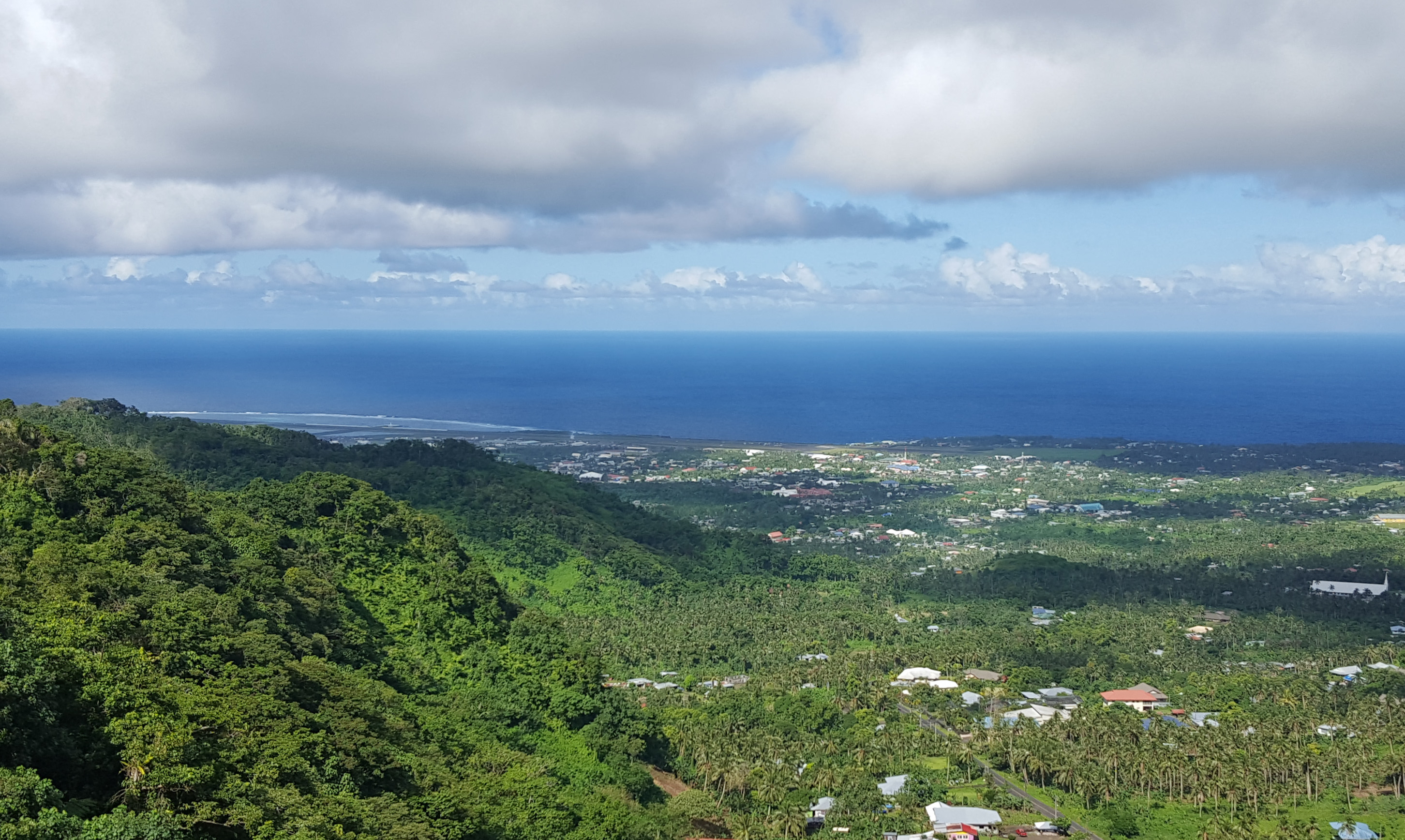
Aeropuerto de Tafuna visto desde A'oloau.

La localidad de Tafuna está ubicada en la llanura de Tafuna, una llanura volcánica de la Era del Holoceno, de 8,9 millas cuadradas. Además de la meseta en A'oloaufou, la llanura de Leona-Tutuila es la única tierra plana importante en la isla de Tutuila. Las últimas erupciones volcánicas formaron esta gran llanura plana, la mayor de la isla. También es la zona que mejor permite el desarrollo de la vivienda y la industria en Samoa Americana. Es uno de los lugares de Samoa Americana donde se encuentra la mayor cantidad de tierras de dominio absoluto. Los servicios públicos, el aeropuerto internacional y la industria ligera se hallan en la llanura de Tafuna. Se puede encontrar una reserva de selva tropical en la subdivisión Ottoville de Tafuna.
El pueblo consta de tres secciones principales: Industrial Park, Lion's Park y Ottoville.

## Demografía
La población de Samoa Americana se duplicó entre 1978 y 1997. La mayor parte de este crecimiento demográfico tuvo lugar en la llanura de Tafuna y en el área de Pago Pago. Casi todo el desarrollo comercial de Samoa Americana se encuentra en el perímetro alrededor de Pago Pago y en Tafuna Plain, que es el área más grande de llanura en la isla de Tutuila.
Según el Censo de Estados Unidos del año 2010, Tafuna cuenta con más unidades de vivienda que cualquier otro municipio de la Samoa Americana, con 1616 unidades.

## Actividad económica

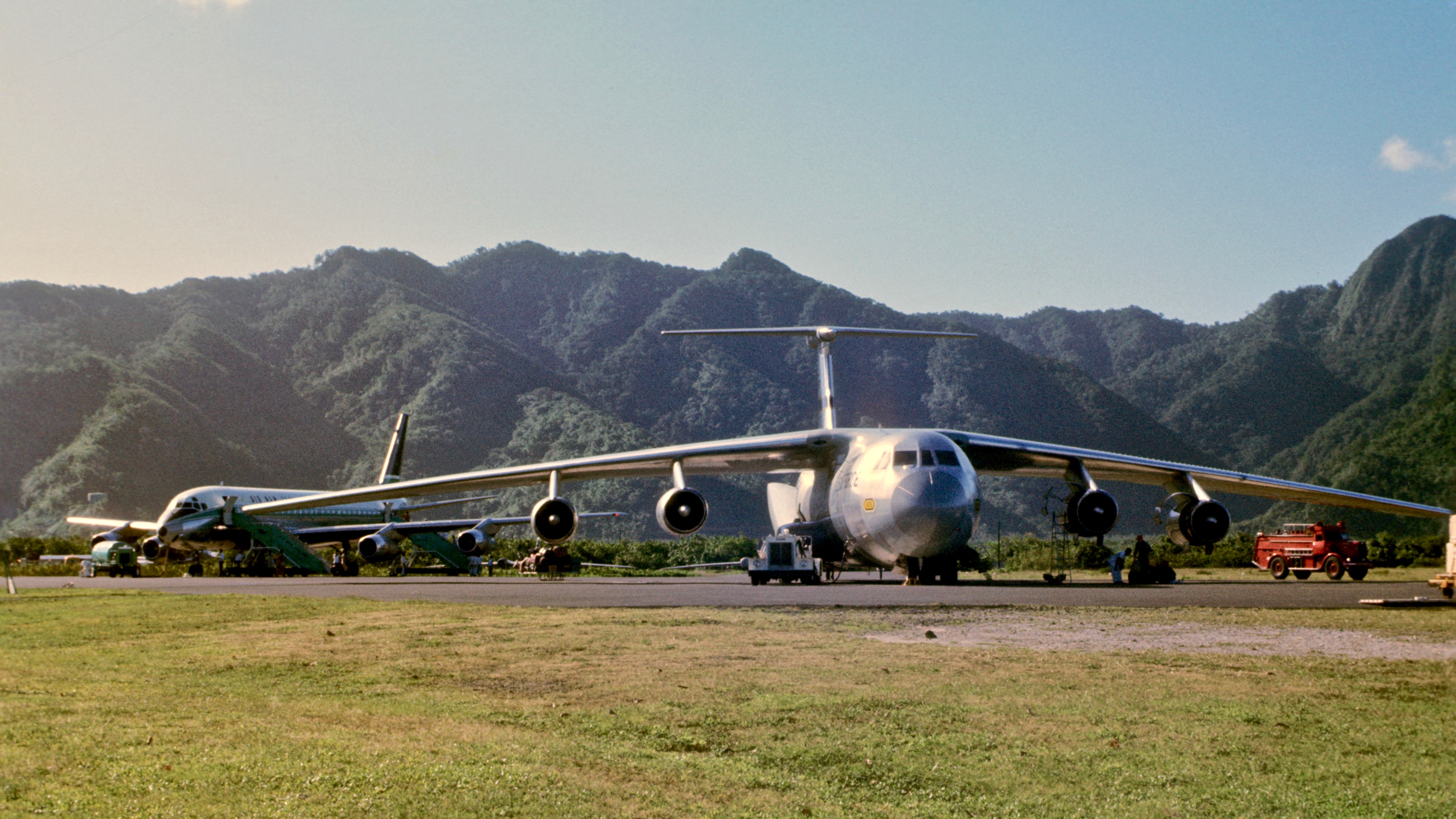
A USAF Military Airlift Command C-141 en el Aeropuerto Internacional de Pago Pago el 24 de julio de 1968

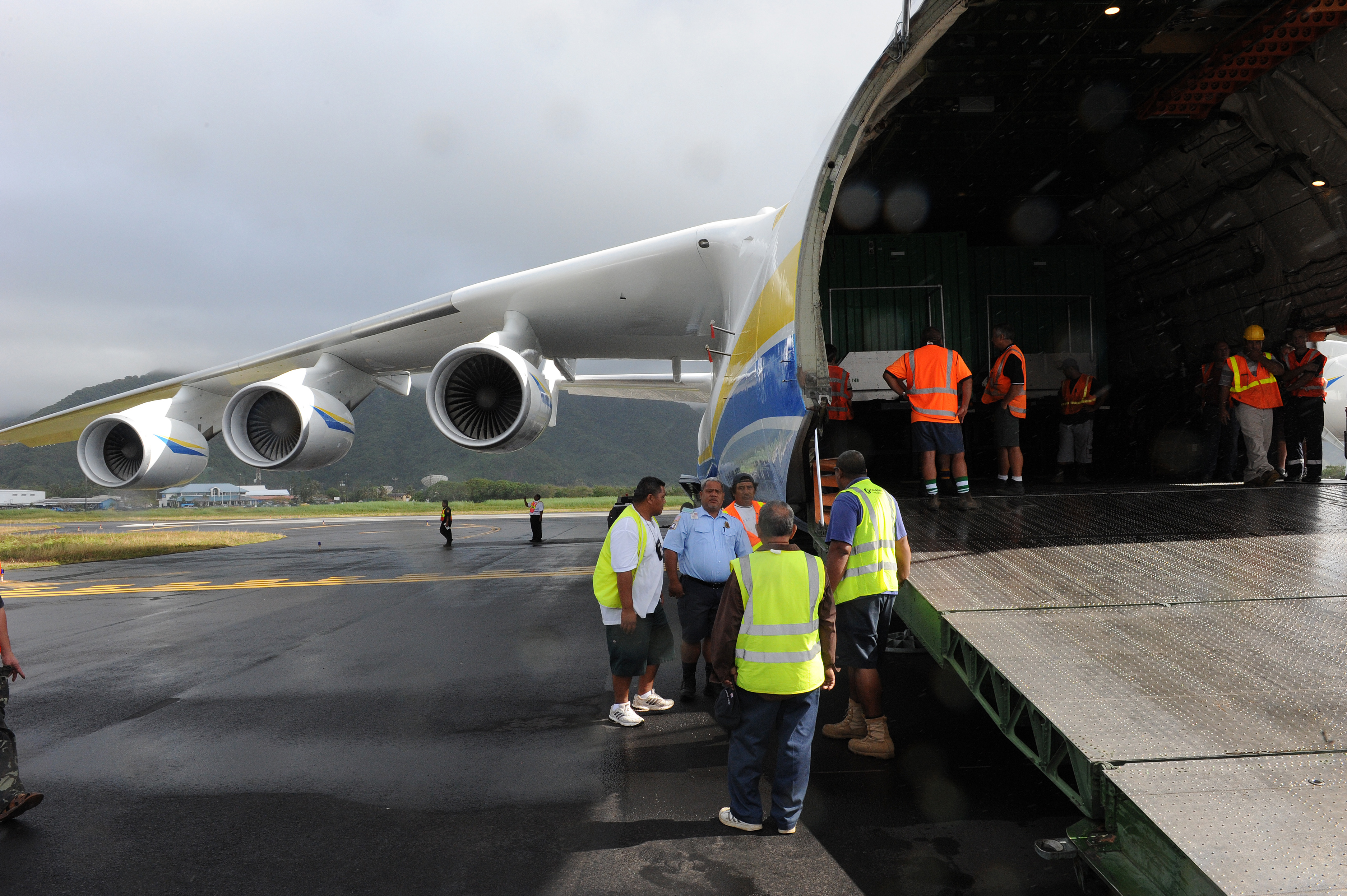
Personal de logística en el aeropuerto de Tafuna se prepara para descargar generadores.

Tafuna constituye la mayor concentración de empresas en Samoa Americana. Como uno de los pocos lugares en Samoa Americana que permite la compra privada de tierras, Tafuna se ha convertido en el mayor municipio de la Samoa Americana y es un crisol de residentes de diferentes nacionalidades. El Aeropuerto Internacional de Tafuna (Aeropuerto de Pago Pago) está situado en Tafuna. La construcción de un aeropuerto en la Llanura de Tafuna fue una de las principales consecuencias del fortalecimiento militar a principios de la década de 1940. Se utilizaron excavadoras para talar y despejar una jungla espesa, y luego se utilizaron explosivos para eliminar las obstrucciones y llenar las áreas submarinas. En marzo de 1942 se construyó la pista principal de Tafuna. Tenía 200 pies de ancho y 3600 pies de largo y estaba disponible para la llegada del primer Marine Air Group.
Los primeros aviones del Marine Air Group 13 aterrizaron en la Base Aérea Tafuna recién terminada, el 2 de abril de 1942. El área que rodeaba la pista de aterrizaje era primitiva y difícil, y conformaba sobre todo una densa jungla. Cuatro días después de la llegada del grupo aéreo, la Utah Construction Company construyó la primera pista en Tafuna con la ayuda de la Cuerpo de Marines. La pista de aterrizaje de Tafuna tenía 2500 pies de largo y 250 pies de ancho.: 173–174  El 18 de julio de 1962, el primer avión a reacción, Pan Am Boeing 707, llegó a Tafuna International Aeropuerto, llevando a Stewart Udall, el Secretario del Interior.: 191–192 
En el Aeropuerto Internacional de Pago Pago se encuentra la sede de Inter Island Airways. también está aquí la sede de Island Choice Factory, junto con el Hotel Tradewinds y un supermercado Cost U Less. La escuela privada Kanana Fou se construyó en el pueblo en 1979 para la Iglesia Cristiana Congregacional en Samoa Americana.
El Hotel Tradewinds, en Main Ottoville Road, en Ottoville, tiene un spa de día, piscina, mostrador de información turística y cajero automático. En él se encuentra el restaurante Equator, donde se llevan a cabo espectáculos como fiafia los viernes por la noche. El hotel fue construido en 2003. Otros hoteles en Tafuna son Maliu Mai Beach Resort y Pago Airport Inn, que es una posada estilo motel con restaurante y piscina.
El Parque Industrial Tafuna (TIP), también conocido como el Parque Industrial Senator Daniel K. Inouye, es operado a través del Departamento de Comercio y su Panel del Parque Industrial Tafuna. TIP está ubicado en un lote de 100 acres cerca del Aeropuerto de Tafuna.
Se construyó una prisión moderna cerca del aeropuerto de Tafuna para 28 reclusos en 1970. En septiembre de 2016, se inauguró una nueva prisión estatal de Tafuna. La prisión fue construida para presos varones a un costo de aproximadamente $4 millones.

## Religión
La Iglesia Cristiana de Samoa Americana (CCCAS, en sus siglas en inglés) planeó construir una iglesia en Tafuna en 1982. Cerca de las inmediaciones del centro de la iglesia, se construyó la escuela privada Kanana Fou en 1979 para la Iglesia Cristiana Congregacional en Samoa Americana. La primera fase de la construcción del centro, que recibió el nombre de Kanana Fou, se completó en 1984. En 1997, se completó un gimnasio e instalaciones deportivas multimillonarias. Con ello, Kanama Fou se había convertido en un gran centro religioso para seminarios, conferencias, actividades deportivas y juveniles, y muchos más usos comunitarios.
Tafuna también se convirtió en el centro de la Iglesia Católica de Samoa Americana. La construcción de la catedral, el salón de la iglesia, los dormitorios y otros edificios de apoyo comenzó en las décadas de 1980 y 1990. La construcción del nuevo complejo, conocido como Fatu O Aiga, se completó a un costo de 3 millones de dólares.: 71 La Catedral de la Sagrada Familia, en Fatuoaiga, se completó en 1986 y es la sede episcopal de la Diócesis Católica Romana de Samoa-Pago Pago. Alberga una exposición de tallas de madera del artista Sven Ortquist.{ {rp|356}}

## Educación
Tafuna High School es la escuela secundaria más grande, más urbana y también la más cosmopolita de Samoa Americana. Se inauguró en 1982 con un total de 100 alumnos matriculados. Es la más reciente de las cinco escuelas secundarias públicas de Samoa Americana y tenía 1200 estudiantes matriculados en 2018. El equipo de fútbol de la escuela secundaria practica en una extensión de césped ondulado en el centro del campus de la escuela secundaria. El equipo de fútbol Tafuna Warriors experimentó una racha de campeonatos de 2011 a 2013 en el fútbol de la Asociación Atlética de Escuelas Secundarias de Samoa Americana (ASHSAA). El equipo también obtuvo los títulos de campeonato Varsity y Junior Varsity de 2018, con récords invictos en ambas divisiones. Los Warriors ahora han ganado los títulos de campeonato Varsity 2020 y Junior Varsity con récords invictos, siendo este último la racha de 3 turbas de Tafuna .pulgar|derecha
Tafuna alberga el montículo estelar más accesible de Samoa Americana, conocido como Tia Seu Lupe. Esto se puede ver justo detrás de la estatua de Santa María, cerca de la gran catedral católica. El nombre se traduce literalmente como "montículo de tierra para atrapar palomas". El montículo de estrellas tiene casi tres metros de altura y es uno de los montículos mejor conservados de la isla. Se cree que los jefes tribales lo utilizaron en rituales para capturar palomas para un rito desconocido. Se pueden encontrar montículos de escalones similares en Polinesia.
La Catedral católica de la Sagrada Familia de 1994 está situada en el distrito de Ottoville en Tafuna Plain. Contiene una imagen de la Sagrada Familia en una playa de Samoa pintada por Duffy Sheridan en 1991. El artista samoano Sven Ortquist hizo las catorce estaciones de la cruz en relieve profundo y otras tallas en madera y también diseñó las vidrieras. Adyacente al Centro de la Iglesia Católica de Fatuoaiga hay un parque histórico con una "tia seu lupe" restaurada (un montículo para atrapar palomas) que se parece al marae posterior de la Polinesia Oriental. El parque está ubicado junto a la única parte de bosque lluvioso de tierras bajas que aún se encuentra en la isla de Tutuila.
Lions Park se encuentra a lo largo de la Pala Lagoon en Tafuna y es un parque público bajo la jurisdicción de Recreación y Parques Gubernamentales de American Samoa. El uso recreativo de Pala Lagoon se centra en Lions Park. El parque alberga mesas de pícnic, canchas de tenis y un parque infantil. Se lanzan canoas, balsas y kayaks desde el parque. El Pala Lagoon Swimming Center es una comunidad piscina en Lions Park que se construyó en 2017. Pala Lagoon Swim Center tiene tres piscinas, toboganes de agua y un chapoteadero. Junto al centro de natación se encuentra Lion's Park, que consta de canchas de tenis, un parque infantil, una cancha de baloncesto y redes de voleibol. También hay varias fales con parrillas y mesas de pícnic.